# Růže bedrníkolistá
Růže bedrníkolistá (Rosa pimpinellifolia) je nízký keř z čeledi růžovité, původní v české květeně. Je to jeden z mnoha druhů rozsáhlého rodu růže, v jehož rámci se řadí do podrodu Rosa, sekce Pimpinellifoliae.

## Popis
Je to 50–100 cm vysoký, silně odnožující prutnatý keř, který na stanovišti zpravidla vytváří nízké, rozsáhlé polykormony rozrůstající se do šířky. Mladé větve a výhonky jsou velmi hustě ostnité, s ostny dlouhými až 10 mm, promísenými s drobnějšími ostenci a jehlicovitými štětinami; na starších větvích jsou ostny zachované často jen řídce.
Lichozpeřené listy jsou uspořádány zpravidla do čtyř (řidčeji do tří až pěti) jařem drobných, úzce eliptických zubatých lístků. Květy jsou obvykle jednotlivé, zřídka v chudých květenstvích, vyrůstající na dlouhých lysých stopkách. Korunní lístky jsou krémově bílé, kališní lístky celokrajné, po odkvětu vzpřímené, zaschlé vytrvávají na šípcích. Kvete v květnu až červnu. Plody jsou kulovité, tmavě fialově až černě zbarvené šípky obsahující tvrdé nažky; dozrávají v pozdním létě.
Ploidie druhu je 2n = 28.

## Rozšíření a ekologie
Růže bedrníkolistá vyhledává výslunné, suché, křovinaté nebo travnaté stráně a lesostepní stanoviště a lesní lemy, často na spraších nebo na vápenci.
Celkový areál jejího rozšíření zahrnuje severozápadní, střední a jižní Evropu, od pobřeží Islandu a Velké Británie do jihozápadní Asie, na východě zasahuje až po západní Sibiř. V ČR se vyskytuje ojediněle v českém termofytiku, hojněji v panonském termofytiku, místy zasahuje i do mezofytika jižní a střední Moravy, kde roste převážně v nížinách a pahorkatinách.
Řadí se k silně ohroženým druhům naší květeny (C2b).

## Galerie

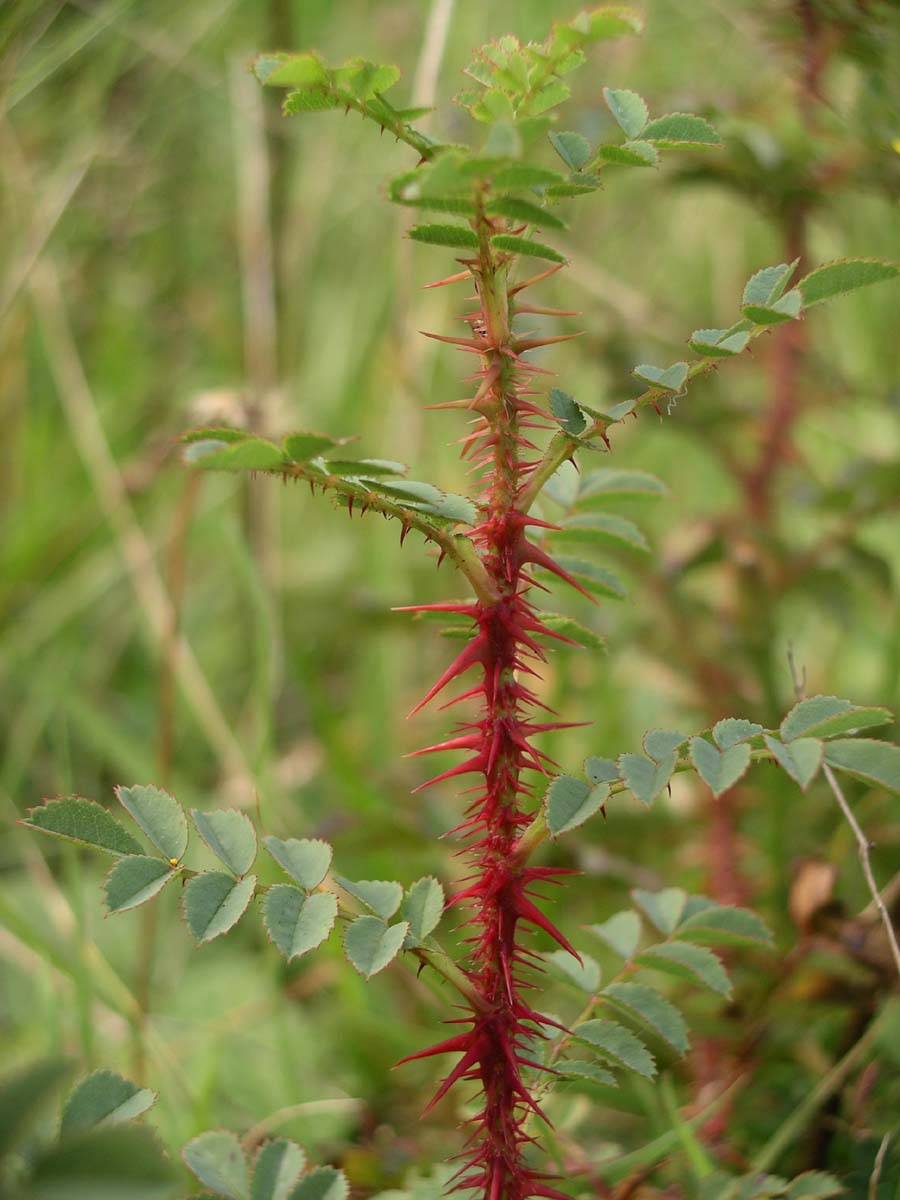
Mladý výhonek
Rozkvétající keř
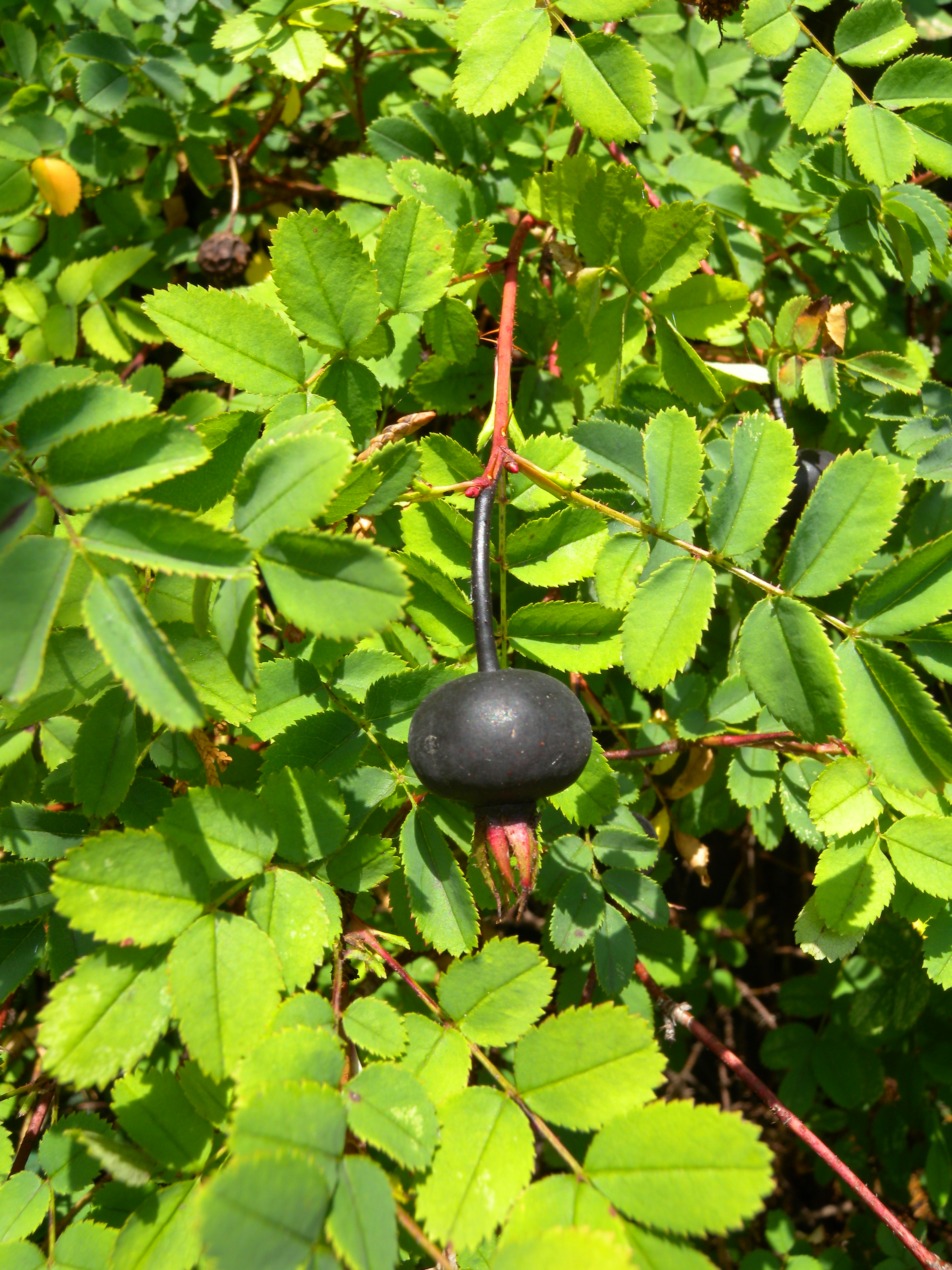
Plod
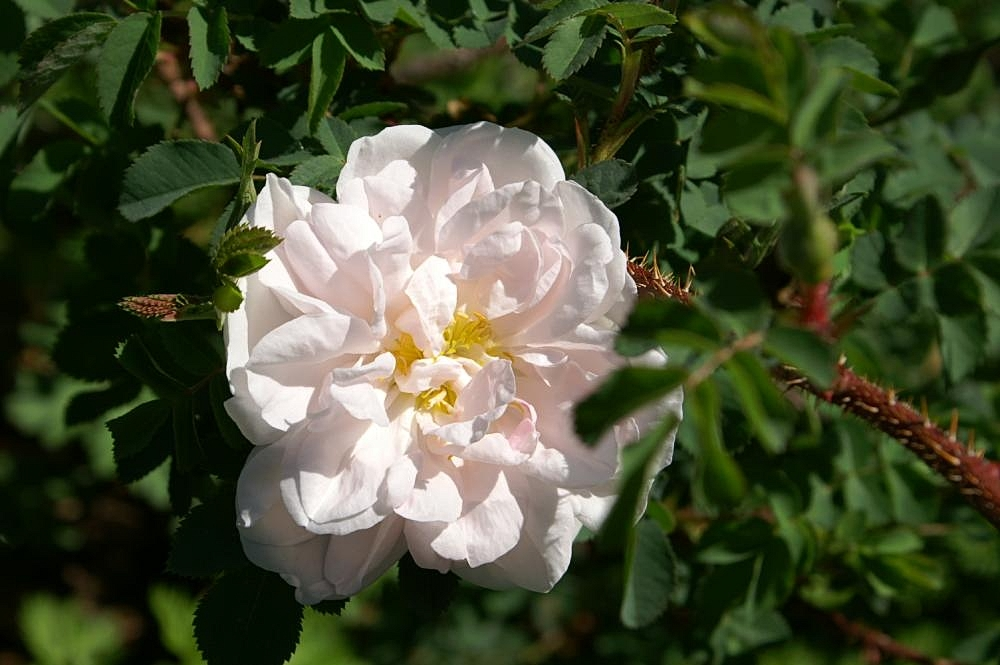
Kulturní plnokvětý kultivar